# Ureo

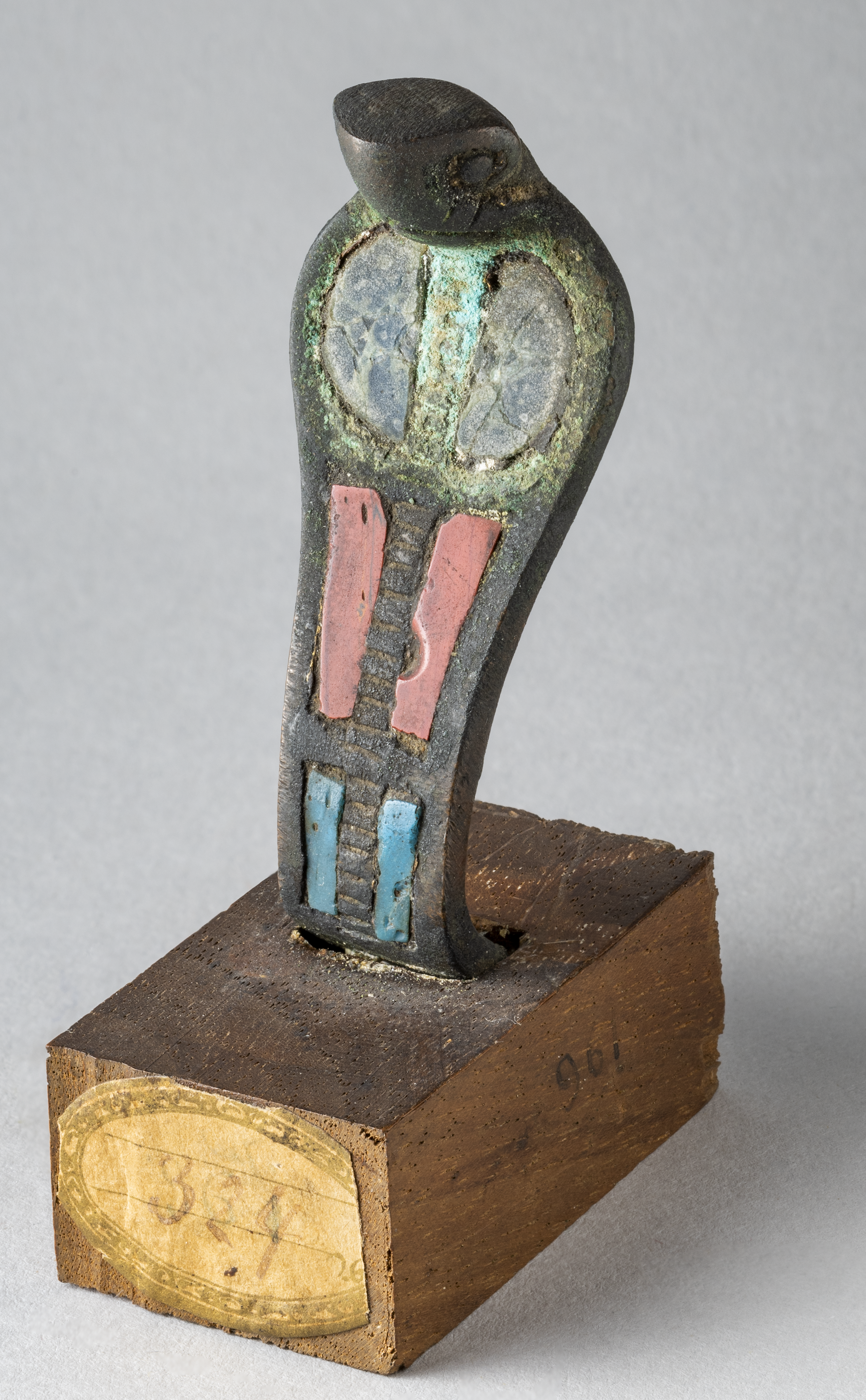
Statuetta di ureo, tra il 722 e il 332 a.C. Periodo tardo dell'Egitto. Museo Egizio, Torino.

L'urèo (in greco antico: οὐραῖος?, adattato da una voce egizia) era una decorazione a forma di serpente posta, in origine, ai lati del disco solare e successivamente sul copricapo dei sovrani e delle regine egizie.
| i | a&r&t | I15 |

 ỉˁrt

noto anche con le varianti:
| a&r&t | I13 |

e
| a · a | r&t | I14 |

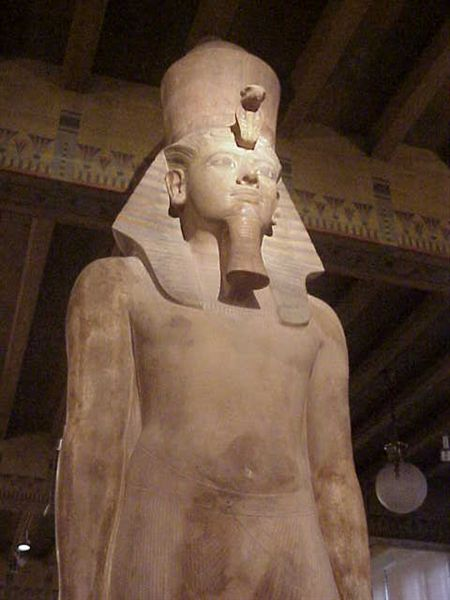
Statua di Tutankhamon conservata presso l'Oriental Institute di Chicago. Sulla fronte è chiaramente riconoscibile l'ureo

L'ureo era la rappresentazione del serpente cobra, sacro alla dea Uadjet, venerata nel 19º distretto del Basso Egitto, una delle due divinità protettrici del sovrano (Le due signore).
Insieme alla barba posticcia, l'ureo era uno dei simboli esteriori della regalità: rappresentava infatti la forza e la potenza del faraone, e incuteva sottomissione ai sudditi. Poteva essere affiancato dal simbolo dell'avvoltoio, come nella famosa maschera di Tutankhamon. In epoca tarda i sovrani utilizzarono anche corone con due urei affiancati. Alcune immagini di regine tolemaiche, come Cleopatra VII presentano copricapi con tre urei.
Posto sulla fronte del sovrano, svolgeva il suo compito di protettore, sputando fiamme contro i nemici.
Talvolta l'ureo regale era indicato come:
| G36 · r | t | I12 |

 wrt - uret o ureret